# Fil da Rueun
Fil da Rueun är en bergstopp i Schweiz.   Den ligger i regionen Surselva och kantonen Graubünden, i den östra delen av landet, 130 km öster om huvudstaden Bern. Toppen på Fil da Rueun är 2 350 meter över havet, eller 158 meter över den omgivande terrängen. Bredden vid basen är 2,2 km.
Terrängen runt Fil da Rueun är bergig åt sydväst, men åt nordost är den kuperad. Närmaste större samhälle är Bonaduz, 19,6 km öster om Fil da Rueun. 
I omgivningarna runt Fil da Rueun växer i huvudsak blandskog. Runt Fil da Rueun är det ganska glesbefolkat, med 38 invånare per kvadratkilometer.